# قصعين هاييتي
قصعين هاييتي (الاسم العلمي:Salvia haitiensis) هو نوع نباتي يتبع جنس القصعين من فصيلة الشفوية.